# Lasiopogon qinghaiensis
Lasiopogon qinghaiensis là một loài ruồi trong họ Asilidae. Lasiopogon qinghaiensis được Cannings miêu tả năm 2002. Loài này phân bố ở vùng Cổ Bắc giới và châu Á.